# Thaden T-2
Il Thaden T-4A era un aereo da trasporto passeggeri monoplano, sviluppato dall'azienda aeronautica statunitense Pittsburgh Metal Airplane Company di Pittsburg, Pennsylvania, nella seconda metà degli anni venti del XX secolo].

## Storia del progetto

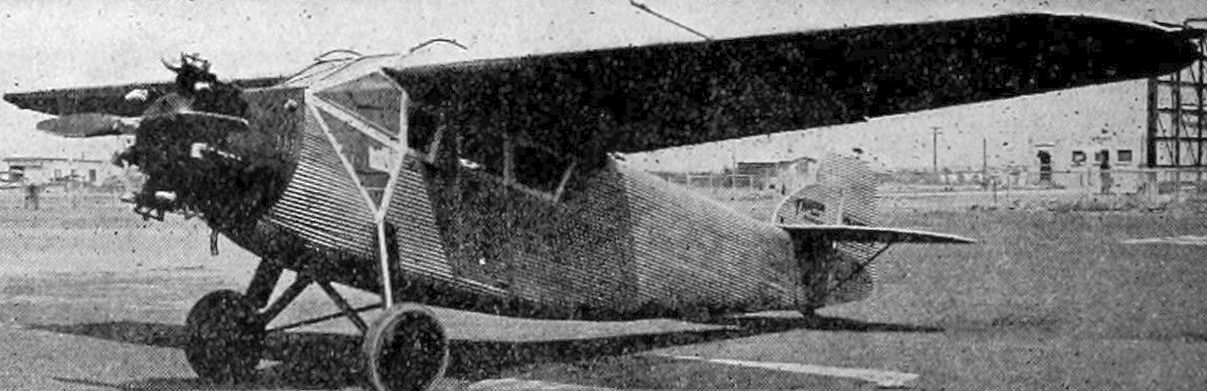
Vista a terra del Thales T-2.

L'ingegnere Herbert von Thaden, fondatore della Thaden Metal Aircraft Company a San Francisco, California, sviluppò il suo secondo aereo nella seconda metà degli anni venti del XX secolo. Si trattava un aereo da trasporto passeggeri monoplano, di costruzione interamente metallica.
L'ala, posta in posizione alta, era realizzata interamente in duralluminio, e ricoperta da pannelli ondulati di alclad rivettati. La fusoliera monoscocca è costituita da tubi in acciaio ricoperti da pannelli di alclad ondulato.
La cabina di pilotaggio poteva ospitare 1 pilota e 3 passeggeri. La propulsione era assicurata da un singolo motore radiale Comet 7-D a 7 cilindri, raffreddato ad aria erogante la potenza di 150 CV (110 kW) a 1.800 giri/min, ed azionante un'elica bipala Westinghouse Micarta. La capacità carburante dei serbatoi alari era pari a 50 US galloni. Il carrello di atterraggio, dotato di freni Bendix, era triciclo, posteriore, fisso con pattino di coda, dotato di ammortizzatori oleopneumatici sulle gambe principali. Le gambe principali erano realizzate in acciaio al cromo-molibdeno. La velocità di salita era di 4,1 m/s (800 piedi/min), mentre quella di atterraggio, flap abbassati, era di 74 km/h (46 mph).